# کیولوا، نیو ساوت ولز
کیولوا (به انگلیسی: Kioloa) یک شهرک در استرالیا است که در نیو ساوت ولز واقع شده‌است.